# Cerro Prieto, Sáric
Cerro Prieto är en ort i Mexiko.   Den ligger i kommunen Sáric och delstaten Sonora, i den nordvästra delen av landet, 1 800 km nordväst om huvudstaden Mexico City. Cerro Prieto ligger 723 meter över havet och antalet invånare är 353.
Terrängen runt Cerro Prieto är huvudsakligen platt, men åt nordost är den kuperad. Cerro Prieto ligger nere i en dal.  Trakten runt Cerro Prieto är nära nog obefolkad, med mindre än två invånare per kvadratkilometer. Cerro Prieto är det största samhället i trakten. Omgivningarna runt Cerro Prieto är i huvudsak ett öppet busklandskap.